# Escárcega (stad)
Francisco Escárcega is een stad in de Mexicaanse staat Campeche. Escárcega heeft 27.214 inwoners (census 2005) en is de hoofdplaats van de gemeente Escárcega.
De plaats ontstond in 1914 als nederzetting voor arbeiders die de spoorweg bouwden die Yucatán met de rest van Mexico zou verbinden en is later genoemd naar Francisco Escárcega, de ingnenieur die het bouwen van die spoorweg overzag. De plaats ligt aan een verkeersknooppunt; naast de spoorweg komen hier ook de snelwegen 261 en 186 samen, waardoor het een tussenstop is voor veel reizigers. Lonely Planet riep Escárcega in 2002 uit tot een van de vijf vervelendste plaatsen van Mexico.